# Maria Ana de Áustria, Duquesa de Parma
Maria Ana Isabel Epifânia Eugênia Gabriela (Linz, 6 de janeiro de 1882 — Lausana, 25 de fevereiro de 1940) foi uma Arquiduquesa da Áustria, membro do ramo Teschen da Casa de Habsburgo-Lorena. Através de seu casamento com o príncipe Elias, Duque de Parma, Maria Ana foi Duquesa Titular de Parma e membro da Casa de Bourbon-Parma.

## Início da vida
Maria Anna era filha do arquiduque Frederico, Duque de Teschen e sua esposa Isabel de Croÿ.

## Casamento e filhos
Maria Ana casou com o príncipe  Elias de Bourbon-Parma, o filho mais velho de Roberto I, Duque de Parma e sua primeira esposa a princesa Maria Pia das Duas Sicílias, em 25 de maio de 1903, em Viena. Maria Ana e Elias teve oito filhos:
- Isabel (17 de março de 1904 - 13 de junho de 1983), morreu solteira.
- Carlos Luís (22 de setembro de 1905 - 26 de setembro de 1912), morreu de poliomielite.
- Maria Francisca (5 de setembro de 1906 - 20 de fevereiro de 1994), morreu solteira.
- Roberto Hugo, Duque de Parma (7 de agosto de 1909 - 15 de novembro de 1974), morreu solteiro.
- Francisco Afonso (14 de junho de 1913 - 29 de maio de 1939), morreu solteiro.
- Joana Isabel (8 de julho de 1916 - 1 de novembro de 1949), nunca se casou e foi morto em um acidente de tiro em La Toledana, Espanha.
- Alice (13 de novembro de 1917 - 28 de março de 2017) casou com infante Afonso, Duque de Calábria, com descendência.
- Maria Cristina (7 de junho de 1925 - 1 setembro de 2009), morreu solteira.

## Títulos, estilos, honras e braços

### Títulos e estilos
- 6 de janeiro de 1882 - 25 de maio de 1903: Sua Alteza Imperial e Real a arquiduquesa Maria Ana da Áustria, Princesa Imperial da Áustria, Princesa real da Hungria e da Boêmia
- 25 de maio de 1903 - 25 de fevereiro de 1940: Sua Alteza Imperial e Real a princesa Maria Ana de Bourbon-Parma, Arquiduquesa da Áustria e Princesa Imperial da Áustria, Princesa real da Hungria e Boêmia